# Max Heinzer
Max Heinzer (Lucerna, 7 agosto 1987) è uno schermidore svizzero, specialista della spada.

## Biografia
Ha conquistato una medaglia d'argento nei campionati europei di scherma di Plovdiv del 2009 nella gara di spada a squadre.

## Palmarès

### Mondiali
A squadre
- Bronzo a Catania 2011
- Bronzo a Mosca 2015
- Argento a Lipsia 2017
- Oro a Wuxi 2018
- Bronzo a Budapest 2019

### Europei
Individuale
- Bronzo a Sheffield 2011
- Bronzo a Legnano 2012
- Argento a Montreux 2015
- Argento a Toruń 2016
- Bronzo ad Adalia 2022

A squadre
- Argento a Plovdiv 2009
- Oro a Legnano 2012
- Oro a Zagabria 2013